# 御坊町 (高松市)
御坊町（ごぼうまち）は、香川県高松市中心部の町丁。郵便番号は760-0044。住居表示に関する法律に基づく住居表示は実施されていない。

## 地理
高松市役所より0.5km、高松市中心部の都心に位置し、市道三番町築地線と市道今新町1号線を挟んだ北側と南側を町域とする東西に長い両側町である。その西は丸亀町の市道丸亀町栗林線（高松中央商店街）、東は塩屋町の県道160号高松港栗林公園線に面した建物のそれぞれ裏手にあたる町である。また東西に長い当町を分断する形でライオン通り、フェリー通り、ことでん琴平線の鉄道敷が交差しており、それぞれを境に町内の様相が異なる。全域にわたって寺院の敷地が多くを占めている他は、市道三番町築地線沿いのことでん琴平線以西が繁華街・飲食店街を形成し、その以東および市道今新町1号線沿いが住宅街を形成している。ことでん琴平線の鉄道敷が町内を貫通しているものの鉄道駅は存在せず、同線の片原町駅と瓦町駅の中間に位置する。
2020年国勢調査による人口は72人（男36人/女36人）、世帯数は29世帯、面積は2万9393.634m2、人口密度は2449.51人/km2。公立小学校・中学校の校区は全域が高松第一小学校・中学校（小中一貫）に属している。
町内における都市計画法に基づく用途地域は全域が商業地域で、容積率はことでん琴平線以西が500%、以東が400%である。
北で今新町、東で塩屋町、南で福田町、古馬場町、西で丸亀町に隣接している。

## 歴史
町名の由来は、近辺に寺院が多く立地し、中でも町内の興正寺別院が「御坊」と呼ばれていたことによる。
高松城下の一町として成立したとみられ、寛永17年（1640年）の高松城下絵図に記されたのが初見である。町名の由来通り寺院が多く立地し、興正寺別院、勝法寺、無量寿院、徳法寺、西福寺、願船寺があった。高松城下では寺町（後の三番丁）と同じく、高松城の南方向における防衛線を成していた。
明治5年6月（1872年7月）、香川県南西部に偏在していた香川県立学校に代わって町内に私塾私立協校が設立され、県学と同じ漢学、洋学、習字などが教えられたが、経費等の理由で2か月後に廃校となる。1876年（明治9年）3月20日、第5軍管徴兵官が来高し、4日間にわたって町内の勝法寺で徴兵検査が行われ、合格者は高松営所に入営させられた。1890年（明治23年）2月15日にはそれまでの高松城下に市制を適用して高松市が成立し、御坊町もその一部となった。1906年（明治39年）12月、御坊町1番地～2番地の区域を今新町に編入し、1915年（大正4年）6月1日には隣接する七十間町の全域を当町に編入している。
1945年（昭和20年）7月4日未明、高松空襲によって町域の100%を焼失した。この時点で江戸時代から数百年残っていた各寺院の伽藍は全て焼失している。1948年（昭和23年）2月18日には戦災で破壊された市内線の代替としてことでん琴平線（通称築港線）が当町を横切る形で開通した。空襲で壊滅的な被害を受けた高松市中心部では、大部分で土地区画整理事業（戦災復興土地区画整理事業）が計画され、1946年（昭和21年）6月5日の戦災復興院告示第39号によって当町でも全域が区画整理の対象となることが決定した。この区画整理ではことでん琴平線の鉄道敷以西が第一工区一次、それ以東が第一工区二次として工区分けされ、当町の目抜き通りの市道三番町築地線が拡幅の上、ライオン通り～丸亀町間を新設した他、当町を横切る路地も拡幅の上、フェリー通りとして新たに目抜き通りとなった。区画整理事業に伴う換地処分公告は第一工区一次が1958年（昭和33年）7月10日、第一工区二次が1964年（昭和39年）1月25日である。換地処分の効力により当日をもって従前の地番が廃止され、その翌日から新たな地番が振られたこと（地番整理）で町域も変わり、第一工区一次分では当町の一部を今新町へ編入し、北古馬場町北部および南鍛冶屋町、福田町の各一部を当町に編入、第一工区二次分では当町の一部を塩屋町へ編入し、福田町、野方町、今新町、塩屋町の各一部を当町に編入している。

### 七十間町
七十間町（ななじっけんまち）は、かつて存在した高松市の町丁。町名の由来は、町域に70軒の家があったからとされる。
江戸時代に高松城下の町名として起こり、1890年（明治23年）2月15日の高松市発足時には高松市の町丁になったが、1915年（大正4年）6月1日に廃止され、全域が御坊町に編入された。高松城下を描いた絵図では寛政元年（1789年）以降からこの町名が記されており、御坊町の無量寿院も当町に属していたとする文献もある。

### 人口推移
- 1995年：総数190人（男88人/女102人）、77世帯[19]
- 2000年：総数175人（男80人/女95人）、70世帯[20]
- 2005年：総数122人（男52人/女70人）、56世帯[21]
- 2010年：総数112人（男50人/女62人）、52世帯[22]
- 2015年：総数77人（男39人/女38人）、31世帯[23]
- 2020年：総数72人（男36人/女36人）、29世帯[1]

## 主要施設
- 福善寺（1番地1）[注釈 2][注釈 3] - 寛永16年9月（1639年10月）[26]～
- 圓重寺（1番地2）[注釈 2][注釈 4]
- 安楽寺（1番地3）[注釈 2][注釈 5] - 寛永年間（1624年～1644年）[24]～
- 極楽寺（1番地5）[注釈 2][注釈 6]
- 本覚寺（1番地9）[注釈 2][注釈 7] - 慶長10年（1605年）[28]～移転
- 四国会館（1番地15）
  - 真宗大谷派四国教務所
- ライオン通り - 高松中央商店街
- 興正寺別院（2番地1）[注釈 8] - 慶長19年（1614年）[31]～
- 勝法寺（2番地2）[注釈 9] - 寛文2年（1662年）[30]～
  - 高松第二保育園[注釈 10]
- フェリー通り
- ことでんバス今新町バス停留所（レインボー循環バス）
- 願船寺（3番地2）[注釈 11]
- 西福寺（4番地2）[注釈 12]
- 御坊町小公園（5番地9） - 1963年4月1日[33]～
- 無量寿院（5番地10）[注釈 13] - 寛文7年（1667年）[35]～
- 徳法寺（8番地1）[注釈 14] - 寛文10年（1670年）[32]～戦後[37]